# Отмухувський замок
Отмухувський замок (пол. Zamek w Otmuchowie, нім. Burg Ottmachau) — замок в місті Отмухув Ниського повіту Опольського воєводства в Польщі, який до 1810 року був резиденцією вроцлавських єпископів.

## Історія

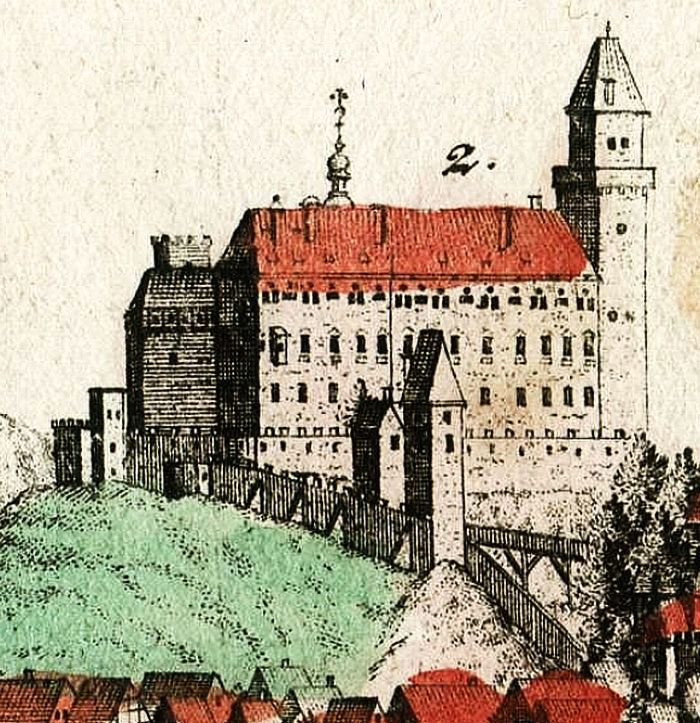
Замок у 1738 році

Точна дата виникнення середньовічних укріплень в Отмухуві достеменно невідома. Тутешнє городище каштеляна, було згадане вже у 1155 році в папській буллі Адріана IV. Врешті-решт, у 1290 році, відповідно до заповіту Генрика IV Праведного, тутешні укріплення було передано вроцлавським єпископам. Таким чином завершилася багаторічна суперечка за замок між Генриком IV Праведним та єпископом Томашом II. У 1810 році внаслідок секуляризації місто та замок опинилися у власності держави.
Після завершення конфлікту, замок було відбудовано на плані попередника, а основні будівельні роботи було здійснено у 1341—1376 роках, за часів єпископа Прецлава з Погорели. Через те, що саме тут розташовувалася скарбниця єпископів, будівля неодноразово піддавалася атакам, головним чином, зі сторони гуситів, і добре зарекомендувала себе в боях. У 1484—1485 роках Ян IV Рот розбудував замок у стилі пізньої готики, особливу увагу приділивши модернізації його оборонної системи.
У 1585—1596 роках єпископ Андреас Єрін перетворив середньовічний замок на ренесансну резиденцію. Під час Тридцятилітньої війни замок було знищено, а його відбудову здійснив Кароль Фердинанд Ваза у 1625—1665 роках. Чергову перебудову замку було здійснено Францом Людвігом Пфальц-Нойбургом. За його часів було споруджено житлове крило у західній частині, а також нижній замок (1706—1707). На початку Сілезьких війн, у 1741 році, замок було зруйновано з північної та західної сторони; згодом будівля була частково відновлена, і з того часу виконувала лише адміністративні функції. Єпископ виїхав із міста, яке захопила Пруссія.
Після запровадження секуляризації, замок перейшов у власність Гогенцоллернів, які подарували його за заслуги перед прусською державою Вільгельму фон Гумбольдту. Новий власник оселився в нижньому замку і наказав розібрати південну та західну частину замку, для того, щоб використовувати будівельний матеріал для реновації найкраще збереженого північного крила. На місці вільного простору, який утворився, було закладено сад. У 1929 році онук Вігельма — Бернард фон Гумбольдт-Дахреден (нім. Humboldt-Dachroeden) продав замок гміні Отмухув.

## Архітектура
Замок, побудований на гранітному пагорбі (225 м н.р.м.), височіє над околицею. Первісний середньовічний замок розташовувався там, де зараз знаходиться східна частина північного крила будівлі. Він був триповерховою будівлею на прямокутному плані розмірами 11,5 × 22 м. З того періоду збереглася висока чотиригранна вежа, увінчана машикулями. Замок було з'єднано оборонними мурами та оточено ровом. Північна стіна вежі була оздоблена гербом єпископа Єріна в оточенні Івана Хрестителя та Івана Євангеліста. Всередині збереглися кімнати для ув'язнених.
Під час перебудови, замок отримав стрільниці для артилерійської оборони, бастеї і нову брамну шию. У XVI столітті було добудовано західні та південні крила з аркадними клуатрами, і таким чином замкнуто внутрішній замковий двір. Кімнати в замку було оформлено в ренесансному стилі, портали оздоблено рослинними та тваринними мотивами, виконаними за допомогою техніки сграфіто. Збереглися фрагменти ренесансних стель, виконані на межі XVI i XVII століть із профільованими балками, покритими квітковими розписами.
Подальші перебудови в епоху бароко змінили вигляд замку. Перш за все, було змінено інтер'єр кімнат, збільшено вікна, добудовано внутрішні сходи, а зовні, з боку подвір'я — круговий вхідний павільйон із широкими, пологими сходами, які дозволяли пересування єпископа у паланкіні (так звані кінні сходи). До старої, глибокої криниці у XIX столітті прибудували споруду, яка зовні нагадує альтанку. Збережені в наш час будівлі є невеликою частиною оригінального замку.

## Світлини

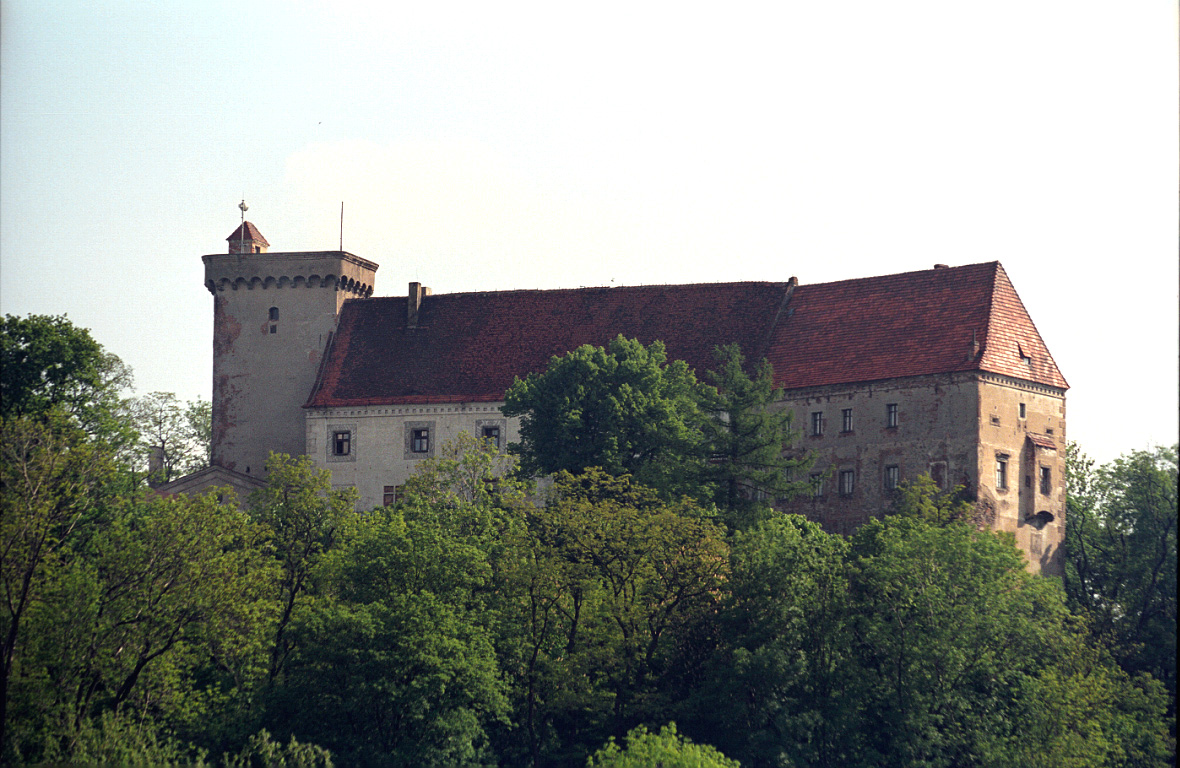
Вигляд замку
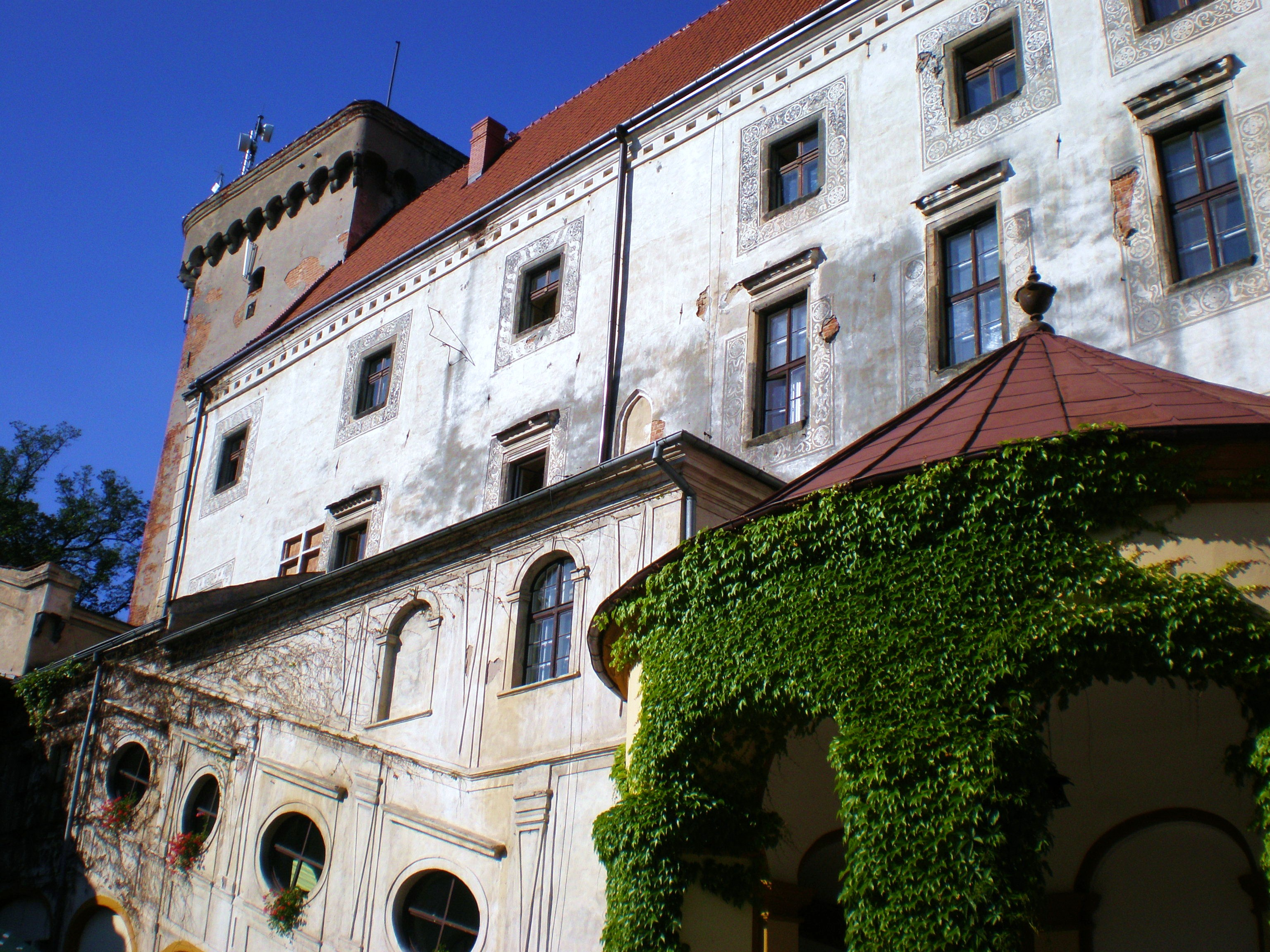
Вигляд замку
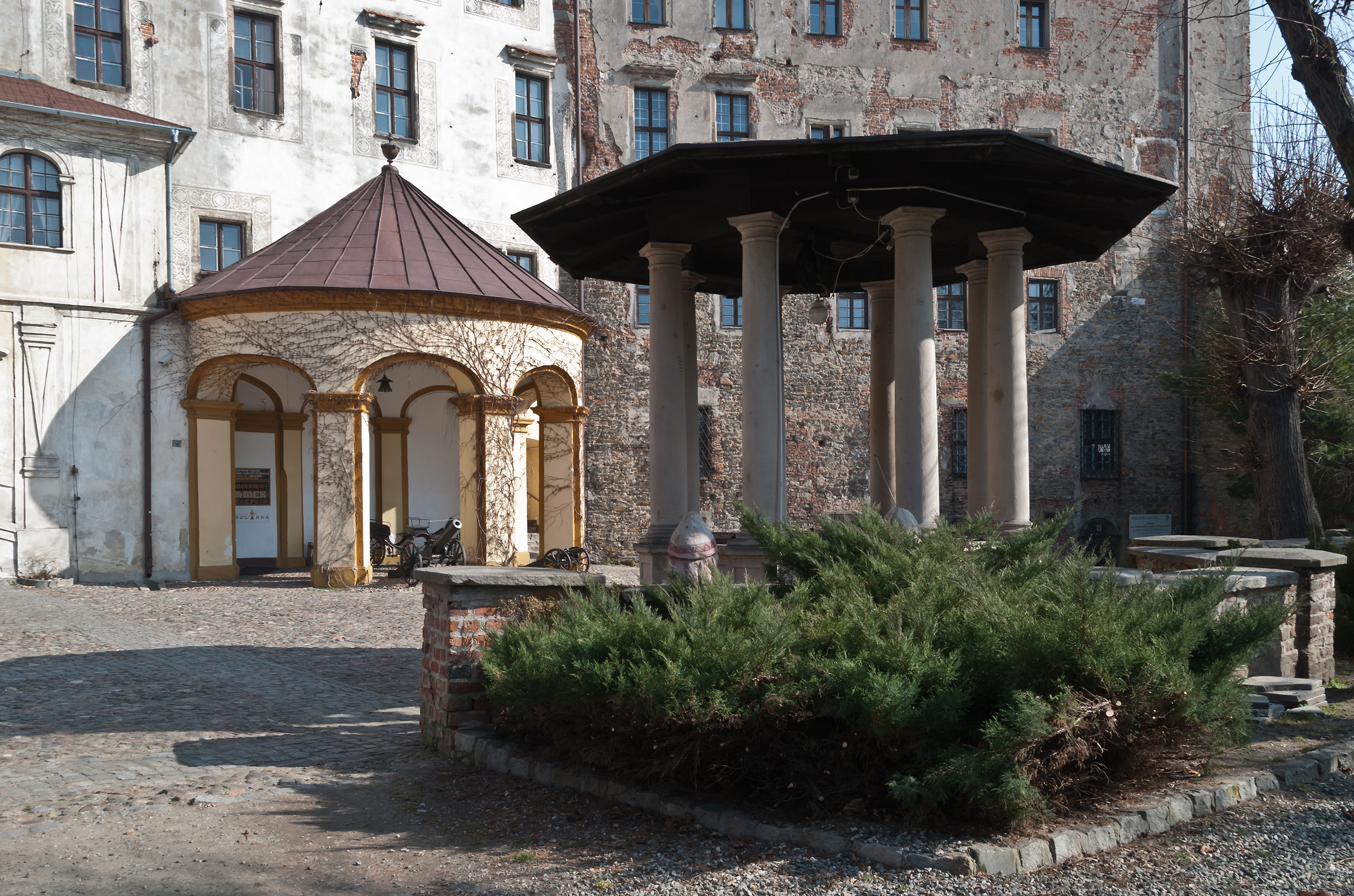
Криниця у замковому дворі
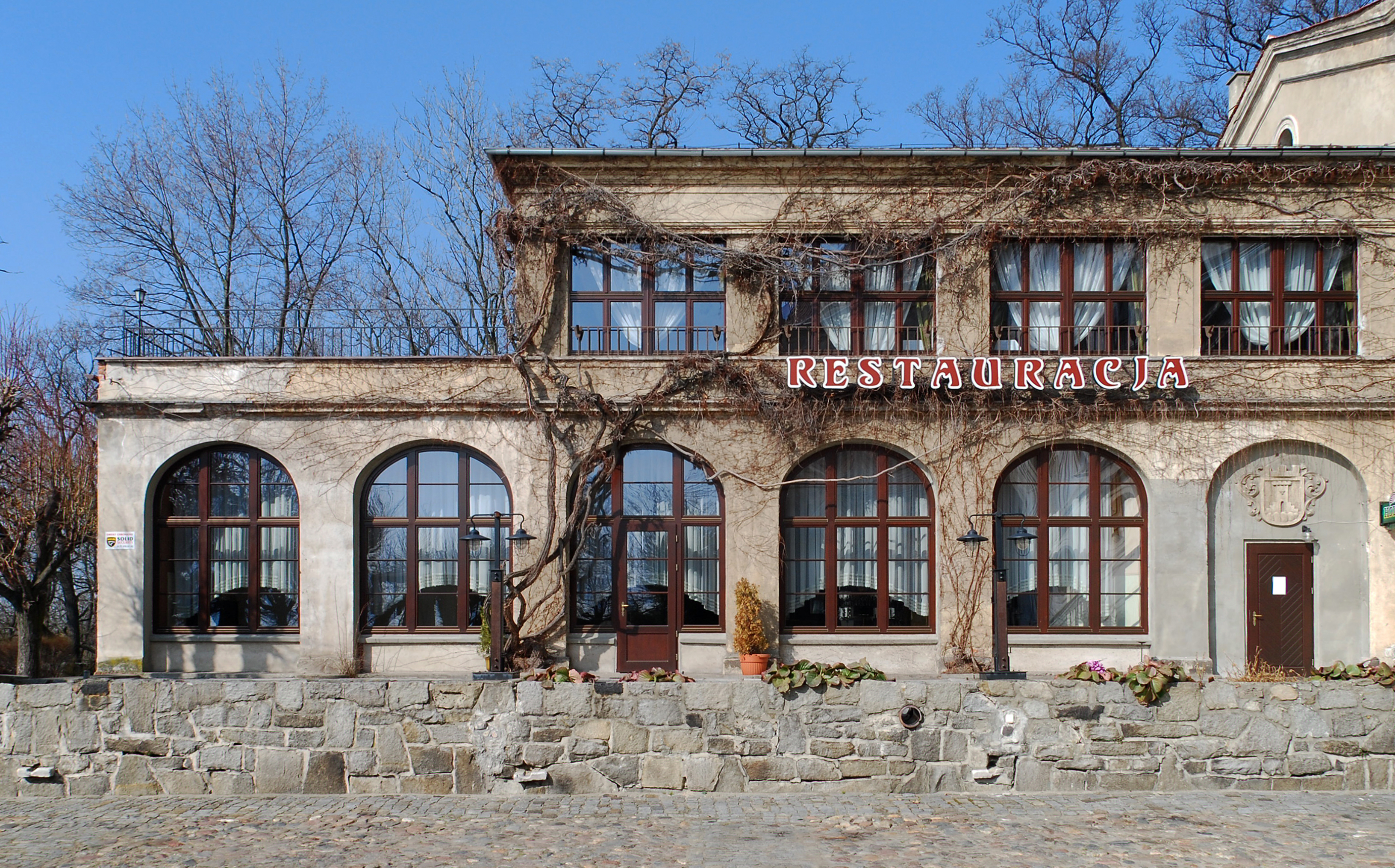
Аркади
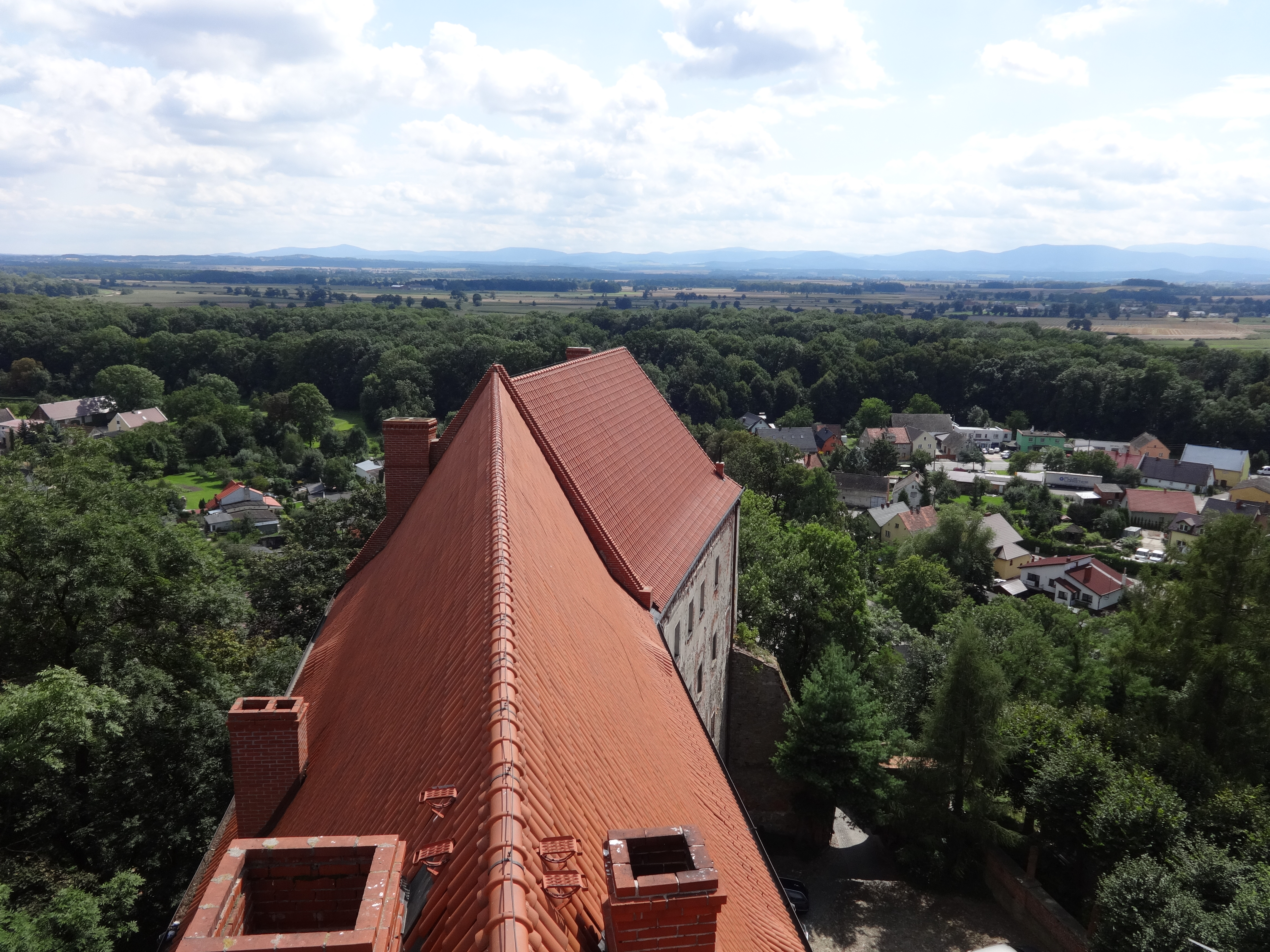
Дахи замку